# 蒋成保
蒋成保（1968年9月—），男，汉族，安徽无为人，中国材料学与冶金学专家，北京航空航天大学材料科学与工程学院院长，教授、博士生导师，中国科学院院士。